# Raft (groupe)
Pour les articles homonymes, voir Raft.
Raft est un groupe français de pop et de reggae des années 1980, originaire de Strasbourg, composé de Christian Fougeron et de Pierre Schott. 
Leurs titres les plus connus sont Yaka Dansé (1987) et Femmes du Congo (1988) .

## Histoire
Le groupe est composé de Christian Fougeron au chant et à la guitare et de Pierre Schott à la guitare, basse, programmation, voix. Le duo se forme à Strasbourg en 1983 sous le nom The Drinks managé par Yvon D'alberto (après une première expérience ensemble dans un groupe appelé High & Dry dans lequel Pierre Schott était guitariste et Christian Fougeron, batteur, actif de 1976 à 1981) et sort un premier single autoproduit : Confession / Right Or Wrong. Puis il sort un maxi 3 titres en 1984 chez Ariola/BMG (Dancing Tango/Sun's Too Hot/Gone To Africa). Raft commence sous ce nom en 1985 avec le single Io (c'est ça) et un premier album en anglais It's Growing Light qui passent inaperçus.
Le groupe fait la première partie de la tournée française de Niagara en février/mars 1987 (passage à l'Olympia le 10 mars), année où ils connaissent un premier gros hit, Yaka Dansé (l'aborigène)

,
 (paroles et musique : Christian Fougeron), qui se classe no 2 au Top 50 et leur vaut un disque d'or (600 000 exemplaires vendus). L'année suivante, Femmes du Congo (paroles et musique : Pierre Schott) se classe alors no 20 (150 000 exemplaires vendus). C'est aussi en 1988 que Raft participe à la chanson collective Dernier Matin d'Asie sous le nom Sampan au profit des boat people avec Jean-Jacques Goldman, Jane Birkin, l'Affaire Louis' Trio, etc.
En 1989, c'est la sortie de Madagascar, deuxième album du groupe. Leurs chansons évoquent le racisme, la tolérance ou des thèmes de société graves tout en offrant un moment de musique joyeux et dansant. Et cette même année, ils participent au grand concert Sos Racisme / Touche Pas à Mon Pote à Vincennes (100 000 personnes) et à la tournée Rock En France avec Les Avions.
Le groupe se sépare en 1990, chacun des membres faisant une carrière solo. Raft s'est reformé en 2007 pour une saison de la tournée RFM Party 80 (plateau d'une vingtaine d'artistes des années 1980) avec en apogée un concert au Stade de France le 17 mai 2008 devant 50 000 personnes. Après ces dates, Pierre Schott n'est plus impliqué quand le nom Raft figurera à l'affiche d'une représentation publique.

## Discographie

### Raft

#### Albums
- 1985 : It's Growing Light (Polydor)
- 1989 : Madagascar (Polydor)

#### Singles
- 1983 : Confession/Right Or Wrong (autoproduction) – sous le nom The Drinks.
- 1984 : Dancing Tango/Sun's Too Hot/Gone To Africa (Ariola/BMG) – sous le nom The Drinks.
- 1985 : Io (c'est ça) (Polydor)
- 1986 : It's Growing Light (eins, zwei, drei, vier !) (Polydor)
- 1987 : Yaka Dansé (l'aborigène) – nº2 en France, disque d'or (Polydor)
- 1988 : Femmes du Congo – nº20 en France (Polydor)
- 1989 : Didididam (dimdam) (Polydor)
- 1989 : Sea, Sun and Sensy (Polydor)
- 1989 : Debout Gazelles (Polydor)

#### Collaborations
- 1988 : Dernier Matin d'Asie, single enregistré par un collectif d'artistes regroupés sous le nom de Sampan

### Carrières solo

#### Christian Fougeron
- 1994 : sortie du premier album solo Christian Fourgeron (Rouge Foncé/Columbia), réalisé à Londres par Steve Hillage et Jess Bailey, réédité dans sa version 2009 avec inédits et remix (Air Force One/Believe).
- 2012 : sortie du deuxième album solo Pluie d'Orage (Chris Music, oct. 2012) réalisé par Lucien Zerrad enregistré au Studio 180 (Paris).

#### Pierre Schott
- 1992 : Le Nouveau Monde feat. Tanita Tikaram, produit par Robin Millar
- 1994 : Le Retour à la vie sauvage
- 1998 : Le Milieu du grand nulle part feat. The Kick Horns
- 2008 : Zenland…
- 2010 : La Fiancée du Silence
- 2013:  Le gardien de Nénuphar
- 2016:  Life in the Low Key
- 2018:  Gringo
- 2019: #9 remixes & miscellanées feat. Mariya
- 2024 : Le Loup et la Guitare